# Roztotjtja-biosfærereservat
Roztotjtja-biosfærereservat (ukrainsk: Розточчя, Roztochia eller Roztochya) (etableret 2011) er et UNESCO-biosfærereservat i Ukraine. Roztochia har en samlet størrelse på 748 km2 med dets vigtigste økonomiske aktiviteter, herunder landbrug, husdyravl og fiskeopdræt. Biosfærereservatet ligger på den nordvestlige udkant af den Podoliske slette, 20 km fra byen Lviv, og har et areal på 300 km2. Stedet tiltrækker besøgende til dets sanatorier, og der er planer om at udvikle turismeerhvervet. Der er et igangværende og planlagt samarbejde med Roztotjtja-regionen i Polen.